# Mychocerus depressus
Mychocerus depressus is een keversoort uit de familie dwerghoutkevers (Cerylonidae). De wetenschappelijke naam van de soort werd in 1866 gepubliceerd door John Lawrence LeConte.